# گروه لاتام ایرلاینز
لاتام ایرلاینز (به انگلیسی: LATAM Airlines) بزرگترین شرکت هواپیمایی شیلی و بزرگترین خطوط هوایی آمریکای لاتین است، که در سال ۲۰۱۲ در پی ادغام شرکت‌های لان ایرلاینز و تام ایرلاینز راه‌اندازی شد و هم‌اکنون مالک ۱۱ شرکت هواپیمایی در کشورهای آرژانتین (لان آرژانتین)، برزیل، کلمبیا (لان کلمبیا)، اکوادور (لان اکوادور)، پاراگوئه و پرو (لان پرو) می‌باشد.
دفتر مرکزی شرکت لاتام ایرلاینز در شهر سانتیاگو، شیلی قرار دارد و از فرودگاه بین‌المللی سائو پائولوگوارولخس و فرودگاه بین‌المللی کومودورو ارتورو مرینو بنیتز به‌عنوان قطب این شرکت هواپیمایی استفاده می‌شود. بخشی از سهام این شرکت در بازارهای بورس نیویورک، بورس اوراق بهادار سانتیاگو و بورس سائوپائولو معامله می‌شود. گروه کوئتو با در اختیار داشتن ۲۱٪، دلتا ایرلاینز با ۲۰٪ و هواپیمایی قطر با ۱۰٪، مالکیت اکثریت سهام این شرکت را در اختیار دارند.